# Duarte de Eça
Duarte de Eça est le 3e capitaine-major du Ceylan portugais.